# Рехвіашвілі Аніко Юріївна
Аніко Юріївна Рехвіашвілі (17 грудня 1963, Київ — 16 листопада 2019, Київ) — українська балетмейстерка, професорка, народна артистка України, лауреатка II Міжнародного конкурсу артистів балету імені Сержа Лифаря за номінацією «Хореографія», засновниця театру сучасної хореографії «Аніко-балет», художня керівниця балетної трупи Національного академічного театру опери та балету України імені Тараса Шевченка (2013—2019).

## Життєпис
Народилась 17 грудня 1963 року у Києві.
Класичним балетом почала займатися в Київському будинку вчителя в дитячій студії під керівництвом відомої викладачки танцю Естер Модилевської.
В 1982 році закінчила хореографічну студію при Національному заслуженому академічному ансамблі танцю України імені Павла Вірського, де класичний танець викладав учень видатної А. Ваганової талановитий педагог І. Андрєєв.
Протягом 1986—1990 років навчалася в Київському державному інституті культури імені О. Корнійчука (кафедра хореографії), де опановувала мистецтво балетмейстера на курсі в знаного хореографа М. Трегубова.
Після успішного закінчення вишу Аніко Рехвіашвілі запрошена викладачкою на рідну кафедру, розпочала активну творчу діяльність і відразу заявила про себе як про талановиту балетмейстерку, створюючи хореографію до вистав київських театрів і різноманітних шоу. Виконавці поставлених нею творів Д. та О. Базели у 1991 році здобули перемогу на Всеукраїнському конкурсі артистів естради. Молода балетмейстерка стала однією з тих, хто створювали українську сучасну хореографію, що зароджувалася в Україні саме в той період.
Маючи неабиякі лідерські якості, згуртувавши навколо себе талановитих учнів, Аніко Рехвіашвілі в 1995 році заснувала перший в Україні професійний театр сучасної хореографії «Сузір'я Аніко», пізніше перейменований в «Аніко-балет». Формуючи репертуар театру, керівниця разом з учасниками трупи створювала власний неповторний авторський хореографічний стиль. В хореографічних композиціях «Дві троянди», «Крик», «Очікування», «Рондо», «Болеро», «Новий день», балетах «Пори року», «Нескінченна сповідь», «Карміна Бурана», «Італійський альбом» гармонійно поєднувалися поліфонія музики, оригінальна хореографія, глибока драматургія та емоційне професійне виконання. Ці та інші твори отримували схвальні відгуки преси і захоплювали аудиторію.
У 1996 році Аніко Рехвіашвілі стала лауреаткою другого Міжнародного конкурсу балету імені Сергія Лифаря в номінації «Хореографія». Голова журі — метр класичного танцю, відомий балетмейстер Ю. Григорович. зазначив тоді, що журі вкрай складно визначалося з переможцями, оскільки серед молодих балетмейстерів була величезна творча конкуренція.
На хвилі першого успіху та враховуючи стрімкий розвиток в Україні сучасної хореографії, Аніко Рехвіашвілі одержала можливість заснувати і очолити в Київському національному університеті культури і мистецтв першу в Україні кафедру сучасної класичної хореографії. Викладала дисципліни «Мистецтво балетмейстера», «Діалектика традиції та новаторство в хореографічному мистецтві». Має сотні учнів, які успішно працюють як в Україні, так і далеко за її межами.
В той же час балетмейстерка продовжувала творчі пошуки, співпрацюючи з провідними солістами Національної опери України Я. Гладких та Д. Кайгородовим, поставивши для них композиції «Маска» Ж. Бізе-Р. Щедріна, «Пульс» Г. Черненка, «Pas de deux» Дж. Россіні, «Самотність удвох» А. Вівальді; для О. Філіп'євої та М. Моткова — «Танго» А. П'яцоли та «Серенада» Х. Пурсела; для Г. Кушнєрьової та О. Шаповала — «Чотири поцілунки» Я. Сібеліуса; для Т. Голякової та А. Дацишина — «Страх» П. Габріеля. Для відомих російських виконавців, солістів Большого театру І. Ліепа та М. Перетокіна створено номер «Душа» Е. Родригеса.
Розвинувши таким чином свою професійну майстерність, Аніко Рехвіашвілі в 2001 році прийшла до створення свого першого авторського багатоактного балету «Віденський вальс» на музику синів і батька Штраусів. Цей балет і сьогодні залишається однією з найкасовіших, найпопулярніших та найулюбленіших глядачами вистав Національної опери України. Для сцени Київського муніципального академічного театру опери і балету для дітей та юнацтва балетмейстеркою у 2003 році здійснено постановку нового балету «Попелюшка» на музику П. Чайковського.
Її наполеглива і плідна творча діяльність, зростання популярності серед любителів танцю сприяли тому, що Аніко Рехвіашвілі була запрошена головною балетмейстеркою телевізійних проєктів: «Танцюю для тебе», «Крок до зірок», «Наша пісня»; урядових державних культурно-мистецьких заходів, Днів культури України в Росії, Естонії, Грузії, Днів культури та мистецтв України на Міжнародному фестивалі-конкурсі «Слов'янський базар» (Вітебськ) тощо.
В той же час керована Аніко Рехвіашвілі трупа «Аніко-балет» бере участь у багатьох державних і комерційних мистецьких заходах, представляє молоде мистецтво України в складі творчих груп на Днях культури України в Польщі, Грузії, Естонії, Китаї та інших державах, здійснює самостійні гастрольні поїздки Європою, Канадою та США.
Вершиною творчості балетмейстерки вважаються твори, поставлені нею на посаді художньої керівниці балетної трупи Національної опери України, куди її запросили в 2013 році. Будучи послідовницею творчості Джорджа Баланчина, Ролана Петі, Моріса Бежара, Джона Кранко та інших, в цей найактивніший період свого мистецького життя сповідувала неокласичний стиль.
Аніко Рехвіашвілі — прихильниця сюжетної хореографії, її твори мають глибоку драматургічну основу, втілену на сцені за допомогою естетично довершеної танцювальної мови з яскраво вираженим індивідуальним стилем. Формуванню її творчого почерку сприяло глибоке розуміння і відчуття музичного матеріалу, з яким вона працювала (у співпраці з диригентом, народним артистом України О. Бакланом, головним диригентом театру, народним артистом України М. Дядюрою) і вплітала в драматургічну основу своїх фундаментальних творів.

Могила Аніко Рехвіашвілі, Байкове кладовище

На сцені Національної опери України крім «Віденського вальсу» поставила широкоформатні авторські балети «Даніела» М. Чембержі, «Дама з камеліями» на музику Л. Бетховена, І. Брамса, І. Пахельбеля, Г. Форе, Е. Елгара, І. Стравінського; «Дафніс і Хлоя» на музику М. Равеля, «Ночі в садах Іспанії» та «Трикутний капелюх» на музику М. де Фальї, «Половецькі танці» на музику О. Бородіна, «Снігова королева» на музику П. Чайковського, А. Лядова, А. Рубінштейна, Е. Гріга, Ж. Массне, «Юлій Цезар» на музику О. Респігі, «Красуня та чудовисько» (не завершено), хореографічні картини в оперних виставах «Ярослав Мудрий» Г. Майбороди, «Мойсей» М. Скорика, «Норма» В. Белліні, «Запорожець за Дунаєм» С. Гулака-Артемовського, що мають незмінний успіх у глядачів театру.
Під її керівництвом балетна трупа здійснила ряд успішних гастрольних подорожей Японією (Токіо), Грецією (Афіни), Німеччиною, Італією, Францією (Париж).
Значний творчий здобуток Аніко Рехвіашвілі ставить її в ряд з видатними українськими балетмейстерами і найкращими педагогами хореографії XX—XXI століть.
Померла після тяжкої хвороби 16 листопада 2019 року. Похована на Байковому кладовищі (ділянка № 33).

## Наукові праці
- Рехвіашвілі А. Ю., Білаш О. С. Мистецтво балетмейстера: навч. посібник. Київ: КНУКіМ, 2017.
- Навчальні програми з фахових дисциплін для бакалаврів та магістрів.

## Нагороди та відзнаки
- Народна артистка України (2007)[1].
- Лауреат Міжнародного конкурсу ім. Сержа Лифаря (1996 р., третя премія у номінації хореографія).
- Лауреат 25-ї ювілейної премії «Київська пектораль» у номінації «Краще пластичне вирішення вистави» (балет «Снігова королева»).

1. ↑  Про відзначення державними нагородами України. Офіційний вебпортал парламенту України (укр.). Процитовано 23 жовтня 2023.